# Dianemobius csikii
Dianemobius csikii är en insektsart som först beskrevs av Bolívar, I. 1901.  Dianemobius csikii ingår i släktet Dianemobius och familjen syrsor. Inga underarter finns listade i Catalogue of Life.